# Xenia (epigramat)
Xenia (łac. xenium, gr. ksenios - gościnny) – w poezji antycznej miniaturowe (przeważnie dwuwersowe) utwory o charakterze żartobliwym lub pochwalnym, dołączane do podarunków ofiarowanych gospodarzowi domu przez gości. 
Xenie pisał m.in. poeta rzymski Marcjalis. W czasach nowożytnych J.W. Goethe i F. Schiller nadali taką nazwę okolicznościowym epigramatom dotyczącym współczesnego życia literackiego, zabarwionym ironicznie i satyrycznie. Goethe był także autorem xenii typu refleksyjno-filozoficznego. Xenie pojawiają się także w tomiku poetyckim Jarosława Iwaszkiewicza pt. Xenie i elegie.